# 独泉乡
独泉乡是中国陕西省渭南市韩城市下辖的一个乡。

## 行政区划
独泉乡下辖以下行政区：
独泉村、高家台村、院子村、张家岭村、康家岭村、苏家岭村、陈家掌村、窑科村